# 自己取引
自己取引（じことりひき、英：Self-dealing）とは、弁護士、管財人、会社役員、その他の受託者が、取引においてその立場を利用し、信託の受益者、会社の株主、または顧客の利益ではなく、自分自身の利益のために行動することである。

## 解説
政治学者のアンドリュー・スタークによると、「自己取引では、役職者の公的役割によって、1つ以上の個人的な利益に影響を与えることができる」とされている。利益相反の一形態である。
自己取引は、企業資産や機会の横領、不正流用や簒奪を伴う場合がある。政治学者のKen KernaghanとJohn Langfordは、自己売買を「公的な立場で、私的な立場の自分との取引を伴う行動をとり、それによって自分に利益がもたらされる状況」と定義している。
例えば、「政府のために働き、自分の所有する民間コンサルティング会社の契約を確保するために公的地位を利用する」、「娘の夏の仕事を得るために政府の地位を利用する」などがある。
受託者が自己取引を行った場合、これは信認義務違反となる。受託者の本人（義務を負う者）は、訴訟を起こし、本人の逸失利益の回復と受託者の不正な利益の放棄の両方を行うことができる。
米国では、私的財団による自己取引が繰り返されると、非課税措置が強制的に解除されることがある。

## 参照
- Emoluments clause